# Манукодія чорна
Манукодія чорна (Manucodia ater) — вид горобцеподібних птахів родини дивоптахових (Paradisaeidae).

## Поширення
Поширений в Новій Гвінеї та деяких дрібних прилеглих островах (Ару, Вайгео, Гебе, Місоол і Тагула). Мешкає у тропічних вологих лісах.

## Опис
Птах середнього розміру, завдовжки 33-42 см, вагою 155—315 г. Самці трохи більші за самиць. Зовні птах нагадує ворону, з сильним подовженим дзьобом, міцним тілом, міцними ногами та квадратним хвостом. Оперення чорного кольору по всьому тілу, з синіми, зеленими та фіолетовими металевими відтінками. Дзьоб і ноги чорні, очі червоні.

## Спосіб життя
Трапляється парами або поодинці. Живе під пологом лісу. Живиться переважно плодами. Основу раціону складають плоди інжиру. Рідше поїдає комах і нектар. Сезон розмноження припадає на період між серпнем і березнем, що відповідає сезону дощів. Самець залицяється до самиці, тримаючи крила і хвіст відкритими на видноті та розтріскуючи пір'я. Створює моногамні пари. Обидва партнери співпрацюють у будівництві гнізда та доглядом за потомством. Чашоподібне гніздо з листя та гілочок розміщується у роздвоєнні гілки дерева на висоті від 6 до 8 м. Самиця відкладає два коричнево-сіруватих яйця. Насиджує близько двох тижнів. Пташенята стають самостійними через місяць після вилуплення.